# Tio Ellinas
Eftichios „Tio” Elinas (gr. Ευτύχιος "Τίο" Έλληνας, ur. 27 stycznia 1992 w Larnace) – cypryjski kierowca wyścigowy.

## Życiorys

### Formuła Ford
Tio po zakończeniu kariery kartingowej w 2009 roku, w sezonie 2010 zadebiutował w serii wyścigów samochodów jednomiejscowych – Brytyjskiej Formule Ford. Cypryjczyk ośmiokrotnie stanął na podium, z czego trzykrotnie na najwyższym stopniu (zdominował rywalizację na angielskim torze Rockingham). Zdobyte punkty sklasyfikowały go na 4. miejscu. W Festiwalu Formuły Ford zajął 3. pozycję.

### Formuła Renault
W roku 2011 Ellinas ścigał się w Brytyjskiej Formule Reanult. W trakcie sezonu Cypryjczyk piętnastokrotnie meldował się w pierwszej trójce. Jedyne zwycięstwo oraz pole position uzyskał w drugim wyścigu, na torze Donington Park. Dzięki zdobytym punktom, w klasyfikacji generalnej uplasował się na 3. lokacie.

### Seria GP3
W 2012 Roku Ellinas dołączył do stawki serii GP3 jako kierowca wyścigowy zespołu Marussia Manor Racing. Jego największym osiągnięciem było zwycięstwo w drugim wyścigu we Włoszech. Ostatecznie zajął 8 pozycję w klasyfikacji generalnej.
W sezonie 2013 kontynuował starty w GP3. W ciągu szesnastu wyścigów, w których wystartował, dwukrotnie wygrywał i trzykrotnie stawał na podium. Przez długi czas był liderem serii. Ostatecznie z dorobkiem 116 punktów uplasował się na czwartym miejscu w klasyfikacji kierowców.

### Seria GP2
W sezonie 2014 serii GP2 podczas rundy na torze Circuit de Barcelona-Catalunya Cypryjczyk zastąpił Jona Lancastera w bolidzie MP Motorsport, w którym wystartował łącznie w sześciu wyścigach. W debiucie, w głównym wyścigu w Hiszpanii uplasował się na siódmej pozycji, co było jego najlepszym wynikiem w sezonie. Do serii powrócił w Rosji, gdzie zastąpił Adriana Quaife-Hobbsa w bolidzie Rapax, jednak nie zdobywał punktów. Uzbierał łącznie siedem punktów, które zapewniły mu 22 miejsce w końcowej klasyfikacji kierowców.

### Formuła Renault 3.5
W roku 2015 Cypryjczyk przeniósł się do Formuły Renault 3.5. W barwach brytyjskiego teamu Strakka Racing sezon rozpoczął przeciętnie. W pierwszych dziewięciu startach tylko dwukrotnie uplasował się w czołowej szóstce. Punktem zwrotnym sezonu dla Tio okazała się runda na torze Silverstone, gdzie odniósł pierwsze zwycięstwo po starcie z pole position. Drugie odnotował w kolejnej eliminacji, na Nürburgringu. Na torze Bugatti ponownie uzyskał najlepszy czas w kwalifikacjach, jednak tym razem dojechał na trzecim miejscu. Mocna druga połowa sezonu pozwoliła mu zakończyć sezon na 4. pozycji.

## Wyniki

### GP2
| Legenda oznaczeń w tabelach wyników Wyświetl szablon na nowej stronie | Legenda oznaczeń w tabelach wyników Wyświetl szablon na nowej stronie                                                                     |
| Oznaczenie                                                            | Wyjaśnienie |
| --------------------------------------------------------------------- | --- |
| Złoty                                                                 | Zwycięzca lub mistrzostwo |
| Srebrny                                                               | 2. miejsce lub wicemistrzostwo |
| Brązowy                                                               | 3. miejsce lub II wicemistrzostwo |
| Zielony                                                               | Ukończył, punktował (w klasyfikacji generalnej, gdy zdobył co najmniej jeden punkt na przestrzeni sezonu, poza trzema powyższymi opcjami) |
| Niebieski                                                             | Ukończył, nie punktował (w klasyfikacji generalnej, gdy nie zdobył co najmniej jednego punktu na przestrzeni sezonu)                      |
| Czerwony                                                              | Nie zakwalifikował się (NZ) |
| Czerwony                                                              | Nie prekwalifikował się (NPK) |
| Różowy                                                                | Nie ukończył (NU) |
| Różowy                                                                | Niesklasyfikowany (NS) (w klasyfikacji generalnej, gdy nie został sklasyfikowany w żadnym wyścigu sezonu)                                 |
| Czarny                                                                | Zdyskwalifikowany (DK) |
| Czarny                                                                | Wykluczony (WYK/EX) |
| Biały                                                                 | Nie wystartował (NW) |
| Biały                                                                 | Kontuzjowany (K/INJ) |
| Biały                                                                 | Wyścig odwołany (OD/C) |
| Bez koloru                                                            | Został wycofany (WYC/WD) |
| Bez koloru                                                            | Nie przybył (NP/DNA) |
| Bez koloru                                                            | Nie brał udziału w treningach (NT/DNP) |
| Bez koloru                                                            | Nie został zgłoszony (–) |
| Pogrubienie                                                           | Start z pole position |
| Kursywa                                                               | Najszybsze okrążenie wyścigu |
| †                                                                     | Nie ukończył, ale jego rezultat został zaliczony ze względu na przejechanie więcej niż 90% dystansu wyścigu.                              |
| *                                                                     | Sezon w trakcie |
| 1/2/3                                                                 | Punktowana pozycja w sprincie kwalifikacyjnym                                                                                             |
| Lista systemów punktacji Formuły 1                                    | |

| Rok  | Zespół        | Wyniki w poszczególnych eliminacjach | Wyniki w poszczególnych eliminacjach | Wyniki w poszczególnych eliminacjach | Wyniki w poszczególnych eliminacjach | Wyniki w poszczególnych eliminacjach | Wyniki w poszczególnych eliminacjach | Wyniki w poszczególnych eliminacjach | Wyniki w poszczególnych eliminacjach | Wyniki w poszczególnych eliminacjach | Wyniki w poszczególnych eliminacjach | Wyniki w poszczególnych eliminacjach | Wyniki w poszczególnych eliminacjach | Wyniki w poszczególnych eliminacjach | Wyniki w poszczególnych eliminacjach | Wyniki w poszczególnych eliminacjach | Wyniki w poszczególnych eliminacjach | Wyniki w poszczególnych eliminacjach | Wyniki w poszczególnych eliminacjach | Wyniki w poszczególnych eliminacjach | Wyniki w poszczególnych eliminacjach | Wyniki w poszczególnych eliminacjach | Wyniki w poszczególnych eliminacjach | Punkty | Pozycja |
| ---- | ------------- | ------------------------------------ | ------------------------------------ | ------------------------------------ | ------------------------------------ | ------------------------------------ | ------------------------------------ | ------------------------------------ | ------------------------------------ | ------------------------------------ | ------------------------------------ | ------------------------------------ | ------------------------------------ | ------------------------------------ | ------------------------------------ | ------------------------------------ | ------------------------------------ | ------------------------------------ | ------------------------------------ | ------------------------------------ | ------------------------------------ | ------------------------------------ | ------------------------------------ | ------ | ------- |
| 2014 |               | BHR                                  | BHR                                  | ESP                                  | ESP                                  | MON                                  | MON                                  | AUT                                  | AUT                                  | GBR                                  | GBR                                  | DEU                                  | DEU                                  | HUN                                  | HUN                                  | BEL                                  | BEL                                  | ITA                                  | ITA                                  | RUS                                  | RUS                                  | ARE                                  | ARE                                  | 7      | 22      |
| 2014 | MP Motorsport | -                                    | -                                    | 7                                    | 11                                   | 10                                   | 22                                   | 23                                   | 22                                   | -                                    | -                                    | -                                    | -                                    | -                                    | -                                    | -                                    | -                                    | -                                    | -                                    | -                                    | -                                    | -                                    | -                                    | 7      | 22      |
| 2014 | Rapax         | -                                    | -                                    | -                                    | -                                    | -                                    | -                                    | -                                    | -                                    | -                                    | -                                    | -                                    | -                                    | -                                    | -                                    | -                                    | -                                    | -                                    | -                                    | 21                                   | 14                                   | -                                    | -                                    | 7      | 22      |

### GP3
| Legenda oznaczeń w tabelach wyników Wyświetl szablon na nowej stronie | Legenda oznaczeń w tabelach wyników Wyświetl szablon na nowej stronie                                                                     |
| Oznaczenie                                                            | Wyjaśnienie |
| --------------------------------------------------------------------- | --- |
| Złoty                                                                 | Zwycięzca lub mistrzostwo |
| Srebrny                                                               | 2. miejsce lub wicemistrzostwo |
| Brązowy                                                               | 3. miejsce lub II wicemistrzostwo |
| Zielony                                                               | Ukończył, punktował (w klasyfikacji generalnej, gdy zdobył co najmniej jeden punkt na przestrzeni sezonu, poza trzema powyższymi opcjami) |
| Niebieski                                                             | Ukończył, nie punktował (w klasyfikacji generalnej, gdy nie zdobył co najmniej jednego punktu na przestrzeni sezonu)                      |
| Czerwony                                                              | Nie zakwalifikował się (NZ) |
| Czerwony                                                              | Nie prekwalifikował się (NPK) |
| Różowy                                                                | Nie ukończył (NU) |
| Różowy                                                                | Niesklasyfikowany (NS) (w klasyfikacji generalnej, gdy nie został sklasyfikowany w żadnym wyścigu sezonu)                                 |
| Czarny                                                                | Zdyskwalifikowany (DK) |
| Czarny                                                                | Wykluczony (WYK/EX) |
| Biały                                                                 | Nie wystartował (NW) |
| Biały                                                                 | Kontuzjowany (K/INJ) |
| Biały                                                                 | Wyścig odwołany (OD/C) |
| Bez koloru                                                            | Został wycofany (WYC/WD) |
| Bez koloru                                                            | Nie przybył (NP/DNA) |
| Bez koloru                                                            | Nie brał udziału w treningach (NT/DNP) |
| Bez koloru                                                            | Nie został zgłoszony (–) |
| Pogrubienie                                                           | Start z pole position |
| Kursywa                                                               | Najszybsze okrążenie wyścigu |
| †                                                                     | Nie ukończył, ale jego rezultat został zaliczony ze względu na przejechanie więcej niż 90% dystansu wyścigu.                              |
| *                                                                     | Sezon w trakcie |
| 1/2/3                                                                 | Punktowana pozycja w sprincie kwalifikacyjnym                                                                                             |
| Lista systemów punktacji Formuły 1                                    | |

| Rok  | Zespół                | Wyniki w poszczególnych eliminacjach | Wyniki w poszczególnych eliminacjach | Wyniki w poszczególnych eliminacjach | Wyniki w poszczególnych eliminacjach | Wyniki w poszczególnych eliminacjach | Wyniki w poszczególnych eliminacjach | Wyniki w poszczególnych eliminacjach | Wyniki w poszczególnych eliminacjach | Wyniki w poszczególnych eliminacjach | Wyniki w poszczególnych eliminacjach | Wyniki w poszczególnych eliminacjach | Wyniki w poszczególnych eliminacjach | Wyniki w poszczególnych eliminacjach | Wyniki w poszczególnych eliminacjach | Wyniki w poszczególnych eliminacjach | Wyniki w poszczególnych eliminacjach | Punkty | Pozycja |
| ---- | --------------------- | ------------------------------------ | ------------------------------------ | ------------------------------------ | ------------------------------------ | ------------------------------------ | ------------------------------------ | ------------------------------------ | ------------------------------------ | ------------------------------------ | ------------------------------------ | ------------------------------------ | ------------------------------------ | ------------------------------------ | ------------------------------------ | ------------------------------------ | ------------------------------------ | ------ | ------- |
| 2012 | Marussia Manor Racing | ESP                                  | ESP                                  | MON                                  | MON                                  | VAL                                  | VAL                                  | GBR                                  | GBR                                  | DEU                                  | DEU                                  | HUN                                  | HUN                                  | BEL                                  | BEL                                  | ITA                                  | ITA                                  | 99     | 8       |
| 2012 | Marussia Manor Racing | 7                                    | 15                                   | 9                                    | 8                                    | 4                                    | 5                                    | 6                                    | 4                                    | 10                                   | 7                                    | 13                                   | 4                                    | 4                                    | NU                                   | 2                                    | 1                                    | 99     | 8       |
| 2013 | Marussia Manor Racing | ESP                                  | ESP                                  | VAL                                  | VAL                                  | GBR                                  | GBR                                  | DEU                                  | DEU                                  | HUN                                  | HUN                                  | BEL                                  | BEL                                  | ITA                                  | ITA                                  | ARE                                  | ARE                                  | 116    | 4       |
| 2013 | Marussia Manor Racing | 1                                    | 4                                    | 6                                    | 4                                    | 5                                    | 6                                    | 2                                    | 6                                    | 11                                   | 10                                   | 8                                    | NU                                   | NU                                   | 11                                   | 7                                    | 1                                    | 116    | 4       |

### Formuła Renault 3.5
| Legenda oznaczeń w tabelach wyników Wyświetl szablon na nowej stronie | Legenda oznaczeń w tabelach wyników Wyświetl szablon na nowej stronie                                                                     |
| Oznaczenie                                                            | Wyjaśnienie |
| --------------------------------------------------------------------- | --- |
| Złoty                                                                 | Zwycięzca lub mistrzostwo |
| Srebrny                                                               | 2. miejsce lub wicemistrzostwo |
| Brązowy                                                               | 3. miejsce lub II wicemistrzostwo |
| Zielony                                                               | Ukończył, punktował (w klasyfikacji generalnej, gdy zdobył co najmniej jeden punkt na przestrzeni sezonu, poza trzema powyższymi opcjami) |
| Niebieski                                                             | Ukończył, nie punktował (w klasyfikacji generalnej, gdy nie zdobył co najmniej jednego punktu na przestrzeni sezonu)                      |
| Czerwony                                                              | Nie zakwalifikował się (NZ) |
| Czerwony                                                              | Nie prekwalifikował się (NPK) |
| Różowy                                                                | Nie ukończył (NU) |
| Różowy                                                                | Niesklasyfikowany (NS) (w klasyfikacji generalnej, gdy nie został sklasyfikowany w żadnym wyścigu sezonu)                                 |
| Czarny                                                                | Zdyskwalifikowany (DK) |
| Czarny                                                                | Wykluczony (WYK/EX) |
| Biały                                                                 | Nie wystartował (NW) |
| Biały                                                                 | Kontuzjowany (K/INJ) |
| Biały                                                                 | Wyścig odwołany (OD/C) |
| Bez koloru                                                            | Został wycofany (WYC/WD) |
| Bez koloru                                                            | Nie przybył (NP/DNA) |
| Bez koloru                                                            | Nie brał udziału w treningach (NT/DNP) |
| Bez koloru                                                            | Nie został zgłoszony (–) |
| Pogrubienie                                                           | Start z pole position |
| Kursywa                                                               | Najszybsze okrążenie wyścigu |
| †                                                                     | Nie ukończył, ale jego rezultat został zaliczony ze względu na przejechanie więcej niż 90% dystansu wyścigu.                              |
| *                                                                     | Sezon w trakcie |
| 1/2/3                                                                 | Punktowana pozycja w sprincie kwalifikacyjnym                                                                                             |
| Lista systemów punktacji Formuły 1                                    | |

| Rok  | Zespół         | Wyniki w poszczególnych eliminacjach | Wyniki w poszczególnych eliminacjach | Wyniki w poszczególnych eliminacjach | Wyniki w poszczególnych eliminacjach | Wyniki w poszczególnych eliminacjach | Wyniki w poszczególnych eliminacjach | Wyniki w poszczególnych eliminacjach | Wyniki w poszczególnych eliminacjach | Wyniki w poszczególnych eliminacjach | Wyniki w poszczególnych eliminacjach | Wyniki w poszczególnych eliminacjach | Wyniki w poszczególnych eliminacjach | Wyniki w poszczególnych eliminacjach | Wyniki w poszczególnych eliminacjach | Wyniki w poszczególnych eliminacjach | Wyniki w poszczególnych eliminacjach | Wyniki w poszczególnych eliminacjach | Punkty | Pozycja |
| ---- | -------------- | ------------------------------------ | ------------------------------------ | ------------------------------------ | ------------------------------------ | ------------------------------------ | ------------------------------------ | ------------------------------------ | ------------------------------------ | ------------------------------------ | ------------------------------------ | ------------------------------------ | ------------------------------------ | ------------------------------------ | ------------------------------------ | ------------------------------------ | ------------------------------------ | ------------------------------------ | ------ | ------- |
| 2015 | Strakka Racing | ARA                                  | ARA                                  | MON                                  | BEL                                  | BEL                                  | HUN                                  | HUN                                  | AUT                                  | AUT                                  | UK                                   | UK                                   | DEU                                  | DEU                                  | FRA                                  | FRA                                  | JER                                  | JER                                  | 135    | 4       |
| 2015 | Strakka Racing | NU                                   | 4                                    | NU                                   | 7                                    | 5                                    | 17                                   | 6                                    | 9                                    | 13                                   | 1                                    | 11                                   | 6                                    | 1                                    | 9                                    | 3                                    | 5                                    | 4                                    | 135    | 4       |

### Podsumowanie
| Sezon     | Seria                        | Zespół                | Wyścigi | Zwycięstwa | PP | NO | Podium | Punkty | Pozycja |
| --------- | ---------------------------- | --------------------- | ------- | ---------- | -- | -- | ------ | ------ | ------- |
| 2010      | Brytyjska Formuła Ford       | JTR                   | 25      | 3          | 2  | 4  | 8      | 451    | 4       |
| 2010      | Festiwal Formuły Ford        | JTR                   | 4       | 2          | 2  | 3  | 4      | N/A    | 3       |
| 2011      | Brytyjska Formuła Renault    | Atech Reid GP         | 20      | 2          | 1  | 1  | 15     | 475    | 3       |
| 2012      | Seria GP3                    | Marussia Manor Racing | 16      | 1          | 0  | 3  | 2      | 97     | 8       |
| 2013      | Seria GP3                    | Marussia Manor Racing | 16      | 2          | 1  | 1  | 3      | 126    | 4       |
| 2013/2014 | MRF Challenge – Formula 2000 |                       | 13      | 3          | 3  | 6  | 10     | 182    | 2       |
| 2014      | Seria GP2                    | MP Motorsport         | 8       | 0          | 0  | 0  | 0      | 7      | 22      |
| 2014      | Seria GP2                    | Rapax                 | 8       | 0          | 0  | 0  | 0      | 7      | 22      |
| 2015      | Formuła Renault 3.5          | Strakka Racing        | 17      | 2          | 2  | 0  | 3      | 135    | 4       |